# Walther Gerlach
Walther Gerlach (Biebrich, 1 de agosto de 1889 — Munique, 10 de agosto de 1979) foi um físico alemão. Foi co-descobridor do experimento de Stern-Gerlach. Assinou em 1957 a declaração conhecida como Os Dezoito de Göttingen, composta por um grupo de 18 físicos nucleares alemães, manifestando-se contra o planejado armamento nuclear da Bundeswehr.

## Carreira

### Primeira Guerra Mundial e período entre guerras
De 1915 a 1918, durante a guerra, Gerlach prestou serviço com o Exército Alemão. Ele trabalhou em telegrafia sem fio em Jena sob Max Wien. Ele também serviu na Artillerie-Prüfungskommission sob Rudolf Ladenburg.
Gerlach tornou-se um Privatdozent na Universidade de Tübingen em 1916. Um ano depois, ele tornou-se Privatdozent na Universidade de Göttingen. De 1919 a 1920, ele foi o chefe de um laboratório de física da Farbenfabriken Elberfeld, posteriormente Bayer-Werke A.G.
Em 1921, ele tornou-se professor außerordentlicher (extraordinário) na Universidade Goethe de Frankfurt. Foi antes de 17 de fevereiro de 1922 que Gerlach teve sucesso com o experimento sobre quantização de spin em um campo magnético ("Richtungsquantelung"), que é comumente chamado de experimento de Stern-Gerlach, tendo sido originalmente proposto por Otto Stern e também fazendo uso de métodos de feixe molecular desenvolvidos por Stern. O experimento em si foi realizado apenas por Gerlach, Stern já tendo partido para uma cátedra em Rostock, em Frankfurt algum tempo antes de 17 de fevereiro de 1922. Neste dia, o "teórico crítico" Wolfgang Pauli enviou a Gerlach um cartão postal com congratulações e a observação "Jetzt wird hoffentlich auch der ungläubige Stern von der Richtungsquantelung überzeugt sein" ("Espero que agora o descrente Stern esteja convencido da teoria do spin"). Os resultados foram publicados conjuntamente por Gerlach e Stern em 1922.
Em 1925, Gerlach aceitou um chamado e tornou-se professor ordinarius na Universidade de Tübingen, sucessor de Friedrich Paschen. Em 1929, ele aceitou um chamado e tornou-se professor ordinarius na Universidade Ludwig Maximilian de Munique, sucessor de Wilhelm Wien. Ele ocupou esta posição até maio de 1945, quando foi preso pelas Forças Armadas americanas e britânicas.
De 1937 até 1945, Gerlach foi membro do conselho supervisor da Kaiser-Wilhelm-Gesellschaft (KWG). Após 1946, ele continuou a ser um oficial influente em sua organização sucessora após a Segunda Guerra Mundial, a Max-Planck-Gesellschaft (MPG).

### Durante a Segunda Guerra Mundial
Em novembro de 1939, ele ingressou no grupo de trabalho Comerlin sobre desmagnetização de navios e física de torpedos. Além de sua pesquisa militar para a Kriegsmarine, ele trabalhou estreitamente com o conselheiro de pesquisa nuclear de Hitler, Rudolf Mentzel, e outros formuladores de política científica nazista.
Em 2 de dezembro de 1943, por iniciativa de Mentzel, Gerlach foi nomeado pelo Ministro do Reich para Armamentos e Produção de Guerra Albert Speer como chefe da seção de física do Reichsforschungsrat (RFR, Conselho de Pesquisa do Reich) ("o imperador da física") e como o plenipotenciário da física nuclear, substituindo Abraham Esau. Ele se estabeleceu com seu vice Kurt Diebner no Instituto Kaiser Wilhelm para Física em Berlim-Dahlem. Trabalhando dentro de um orçamento de 3 milhões de RM para 1944, ele deveria enviar relatórios mensais de progresso sobre física nuclear para Mentzel como seu superior. Em abril de 1944, ele fundou os Reichsberichte für Physik, que eram relatórios oficiais aparecendo como suplementos da Physikalische Zeitschrift. De abril a setembro de 1944, ele negociou com a IG Farben um contrato para a construção de uma planta de produção de água pesada, e frustrou a tentativa da empresa de patentear o processo. Em junho de 1944, ele tomou medidas para concentrar pessoal e fundos no projeto de energia nuclear, que permaneceu uma prioridade máxima, de acordo com o decreto de Speer.
Ele é conhecido por ter trabalhado no laboratório de pesquisa de urânio no porão da escola secundária em Stadtilm, onde a equipe de Diebner evacuou de Berlim no outono de 1944 e começou a preparar um experimento de baixa temperatura em uma máquina de urânio sem o uso de água pesada. Isso levou ao suposto teste de armas nucleares realizado em março de 1945 no Vale de Jonas perto do campo de concentração de Ohrdruf.
Ainda em dezembro de 1944, ele assegurou ao Chefe da Chancelaria do Partido Martin Bormann que a energia nuclear poderia influenciar o resultado da guerra e que a Alemanha tinha uma "vantagem considerável" sobre o programa rival dos Estados Unidos. Em 22 de março de 1945, seguindo o experimento de Ohrdruf, ele foi enviado pelo Reichsführer-SS da SS Heinrich Himmler para Bormann para relatar pessoalmente que a reação nuclear em cadeia havia funcionado, mas nenhum avanço militar imediato estava previsto.
Seus relatórios de progresso foram apreendidos por Samuel Goudsmit da Missão Alsos em Stadtilm em 12 de abril de 1945. Um deles mencionava a necessidade de adquirir toneladas de urânio (para as máquinas de urânio), o que levou Goudsmit à conclusão errônea de que os alemães falharam em entender o mecanismo para uma bomba atômica. O próprio Gerlach foi capturado pelas tropas americanas na Baviera em 12 de maio de 1945.
De maio de 1945, ele foi internado na França e Bélgica pelas Forças Armadas britânicas e americanas sob a Operação Alsos. De julho de 1945 a janeiro de 1946, ele foi detido na Inglaterra em Farm Hall sob a Operação Épsilon, que internou 10 cientistas alemães que se pensava terem participado do desenvolvimento de armas atômicas.

### Era pós-guerra
Após o retorno de Gerlach à Alemanha em 1946, ele tornou-se professor visitante na Universidade de Bonn. De 1948, ele tornou-se professor ordinarius de física experimental e diretor do departamento de física na Universidade de Munique, posição que ocupou até 1957. Ele também foi reitor da universidade de 1948 a 1951.
De 1949 a 1951, Gerlach foi o presidente fundador da Fraunhofer-Gesellschaft, que promove ciências aplicadas. De 1949 a 1961, ele foi o vice-presidente da Deutsche Gemeinschaft zur Erhaltung und Förderung der Forschung (Associação Alemã para o Apoio e Avanço da Pesquisa Científica); também conhecida resumidamente como Deutsche Forschungs-Gemeinschaft (DFG), anteriormente a Notgemeinschaft der Deutschen Wissenschaft.
Em 1957, Gerlach foi co-signatário do Manifesto de Göttingen, que era contra o rearmamento da República Federal da Alemanha com armas atômicas.

### Outras posições / Decorações / Honras
- De 1935 – Presidente do comitê para nomear um sucessor para Arnold Sommerfeld.[5]
- De 1948 – membro das Academias de Ciências de Göttingen, Halle e Munique.[5]
- Classe Civil da ordem Pour le Mérite.[5]
- 1970 – Bundesverdienstkreuz mit Stern Ordem do Mérito da República Federal da Alemanha

## Livros
- Walter Gerlach Matter, Electricity, Energy: The Principles of Modern Atomistic and Experimental Results of Atomic Investigations (D. Van Nostrand, 1928)
- Mac Hartmann and Walther Gerlach Naturwissenschaftliche Erkenntnis und ihre Methoden (Springer, 1937)
- Walther Gerlach Die Quantentheorie. Max Planck sein Werk und seine Wirkung. Mit einer Bibliographie der Werke Max Plancks (Universität Bonn, 1948)
- Walther Gerlach Probleme der Atomenergie (Biederstein Verlag, 1948)
- Walther Gerlach Wesen und Bedeutung der Atomkraftwerke (Oldenbourg, 1955)
- Walter Gerlach and Martha List Johannes Kepler. Leben und Werk (Piper, 1966)
- Gerlach, Walter (editor) Das Fischer Lexikon - Physik (Fischer Bücherei, 1969)
- Walter Gerlach Physik des täglichen Lebens - Eine Anleitung zu physikalischem Denken und zum Verständnis der physikalischen Entwicklung (Fischer Bücherei, 1971) ISBN 3436013412
- Walter Gerlach (editor) Physik. Neuasugabe Unter Mitarbeit Von Prof. Dr. Josef Brandmüller (Fischer Taschenbuch Verlag, 1978) ISBN 3596400198
- Walther Gerlach Otto Hahn (WVG, 1984)
- Gerlach, Walther; List, Martha Johannes Kepler: Der Begründer der modernen Astronomie München, (Piper Verlag GmbH, 1987) ISBN 3492152481